# 1479
Évszázadok: 14. század – 15. század – 16. század
Évtizedek: 1420-as évek – 1430-as évek – 1440-es évek – 1450-es évek – 1460-as évek – 1470-es évek – 1480-as évek – 1490-es évek – 1500-as évek – 1510-es évek – 1520-as évek
Évek: 1474 – 1475 – 1476 – 1477 –  1478 – 1479 – 1480 – 1481 – 1482 – 1483 – 1484

## Események

### Határozott dátumú események
- január 19. – II. Ferdinánd trónra lépése Aragóniában.
- január 19. – Navarrában I. Eleonóra lép trónra, aki I. Blanka navarrai királynő és II. János aragón és navarrai király lánya, de egy hónapos uralkodás után, február 12-én meghal.
- január 28. – I. Eleonóra navarrai királynőt Tudélában Navarra királyává koronázzák.
- február 12. – I. Ferenc Phoebus, Foix grófja, I. Eleonóra navarrai királynő unokája nagyanyja halála után trónra lép Navarrában (1483-ig uralkodik).
- február 14. – Mátyás Farkas László deákot Firenzébe küldi, hogy az udvar számára vásároljon.[1]
- február 27. – Mátyás magyar király megtiltja, hogy idegen kereskedők az országból állatot vigyenek ki, és elrendeli, hogy áruikat Sopronban kötelesek lerakni.
- április 2. – Mátyás békét köt IV. Kázmér lengyel királlyal.[2]
- július 21. – A ratifikált olmützi békében I. Mátyás magyar király és Jagelló Ulászló kölcsönösen elismerik egymást Csehország királyának, illetve leszögezik, hogy Ulászló csak Mátyás halála után  váltja vissza a magyarok által megszállt tartományokat.[3]
- augusztus 7. – A guinegate-i csata.[4] (A francia sereg vereséget szenved Habsburg I. Miksa seregétől, aki megvédi németalföldi birtokát.)
- október 9. – Ali ruméliai beglerbég vezetésével negyvenezer főnyi török és tizenötezer főnyi havasalföldi had tör be Erdélybe.[5]
- október 13. – A kenyérmezei csata: Kinizsi Pál temesi ispán és Báthory István országbíró serege Alvinc és Szászváros között, a Maros bal partján megveri az Erdélyre törő török sereget.[5]
- október 21. – Mátyás király természetes fiának, a hatéves Corvin János liptói hercegnek és hunyadi grófnak három magvaszakadt erdélyi nemes jószágát adományozza.
- december 6. – Gabriele Rangone(wd) bíboros, egri püspök, fő- és titkos kancellár Magyarországról visszaérkezik Rómába, ahol a magyar király diplomáciai ügyeiben jár el.[6]

### Határozatlan dátumú események
- az év folyamán
  - Kolumbusz Kristóf feleségül veszi a portugál Felipa Perstrelo Monizt.
  - Albánia török fennhatóság alá kerül.
  - Laki Thuz János, Mátyás tárnokmestere egységbe foglalja a tárnoki városok fellebbviteli fóruma, a tárnoki szék bíráskodásra vonatkozó jogelveit.
  - Felépül a budavári királyi palota keleti szárnya.

## Születések
- március 12. – Giuliano de’ Medici, Nemours hercege, Firenze ura († 1516)
- november 6. – II. (Őrült) Johanna, Kasztília és Aragónia királynője († 1555).

## Halálozások
- január 19. – II. János aragóniai király (* 1398)
- február 12. – I. Eleonóra navarrai királynő (* 1426)